# Baton Rouge Kingfish
Die Baton Rouge Kingfish waren eine US-amerikanische Eishockeymannschaft aus Baton Rouge, Louisiana. Das Team spielte von 1996 bis 2003 in der East Coast Hockey League.

## Geschichte
Die Erie Panthers aus der East Coast Hockey League wurden 1996 nach Baton Rouge, Louisiana, umgesiedelt und in Baton Rouge Kingfish umbenannt. Nach einer Abstimmung unter den Fans wurde der Name Kingfish in Anlehnung an den früheren Gouverneur von Louisiana Huey Pierce Long gewählt, dessen Spitzname The Kingfish war. Ihre erfolgreichste Spielzeit absolvierte die Mannschaft in der Saison 1998/99, in der sie nach dem sechsten Platz der Southwest Division in der regulären Saison in den Playoffs um den Kelly Cup zunächst die Augusta Lynx schlugen, ehe sie erst in der zweiten Runde den Pee Dee Pride unterlagen. Anschließend kamen die Kingfish nie mehr über die erste Playoff-Runde hinaus. 
Eine große Rivalität bestand zu den in unmittelbarer Umgebung beheimateten Louisiana IceGators, an deren sportlichen Erfolg und deren Beliebtheit man jedoch nie herankam. Deshalb wurde das Franchise von seinen Besitzern für die Saison 2003/04 aus dem Spielbetrieb zurückgezogen. Nach einem Jahr der Inaktivität siedelten sie das Team schließlich in das kanadische Victoria, die Hauptstadt von British Columbia, um, wo es von 2004 bis 2011 unter dem Namen Victoria Salmon Kings am Spielbetrieb der ECHL teilnahm.

## Saisonstatistik
Abkürzungen: GP = Spiele, W = Siege, L = Niederlagen, T = Unentschieden, OTL = Niederlagen nach Overtime SOL = Niederlagen nach Shootout, Pts = Punkte, GF = Erzielte Tore, GA = Gegentore, PIM = Strafminuten
| Saison  | GP | W  | L  | T  | OTL | SOL | Pts | GF  | GA  | Platz         | Playoffs                        |
| 1996/97 | 70 | 31 | 33 | 6  | —   | —   | 68  | 222 | 238 | 7., South     | nicht qualifiziert              |
| 1997/98 | 70 | 33 | 27 | 10 | —   | —   | 76  | 220 | 238 | 7., Southwest | nicht qualifiziert              |
| 1998/99 | 70 | 30 | 30 | 10 | —   | —   | 70  | 222 | 228 | 6., Southwest | Niederlage in der zweiten Runde |
| 1999/00 | 70 | 33 | 32 | —  | 5   | —   | 71  | 253 | 277 | 6., Southwest | Niederlage in der ersten Runde  |
| 2000/01 | 72 | 35 | 26 | 11 | —   | —   | 81  | 216 | 225 | 6., Southwest | Niederlage in der ersten Runde  |
| 2001/02 | 72 | 29 | 35 | 8  | —   | —   | 66  | 187 | 244 | 8., Southwest | nicht qualifiziert              |
| 2002/03 | 72 | 20 | 43 | 9  | —   | —   | 49  | 184 | 266 | 6., Southwest | nicht qualifiziert              |

## Team-Rekorde

### Karriererekorde
Spiele: 393  Cam Brown
Tore: 104  Bryan Richardson
Assists: 158  Cam Brown
Punkte: 261   Cam Brown
Strafminuten: 1004  Cam Brown

## Bekannte Spieler
- Anton Bader
- Alexandre Burrows
- Sylvain Dufresne
- Raitis Ivanāns
- Per Ledin
- Sanny Lindström
- Travis Scott